# 프랑코 아르마니
프랑코 아르마니(스페인어: Franco Armani, 1986년 10월 16일~)는 아르헨티나의 축구 선수이다. 포지션은 골키퍼이며, 현재 아르헨티나 프리메라 디비시온의 CA 리버 플레이트에서 활동하고 있다.

## 클럽 경력
2006년부터 2008년까지 페로 카릴 오에스테 소속으로 활약했고 2008년부터 2010년까지 데포르티보 메를로 소속으로 활약했다. 2010년에 콜롬비아의 축구 클럽인 아틀레티코 나시오날에 입단하면서 팀의 주전 골키퍼로 활약했다. 2016년에는 아틀레티코 나시오날의 코파 리베르타도레스 우승에 기여했다. 2018년 1월에는 아르헨티나의 리버 플레이트로 이적했다.

## 국가대표 경력
프랑코 아르마니는 아틀레티코 나시오날 소속으로 뛰던 동안에 콜롬비아인과 결혼했고 콜롬비아 축구 국가대표팀에서 활약하기 위해 콜롬비아 시민권 취득을 신청했다. 하지만 아르헨티나로 귀국하면서 아르헨티나 축구 국가대표팀에서 뛰기로 결심한다.
2018년 6월에는 2018년 FIFA 월드컵에 참가한 아르헨티나 축구 국가대표팀 명단에 이름을 올렸다. 6월 26일에 열린 나이지리아와의 조별 예선 마지막 경기에서 윌리 카바예로 골키퍼를 대신하여 출전하면서 아르헨티나 축구 국가대표팀 선수로 데뷔했다. 아르헨티나는 해당 경기에서 나이지리아에 2-1로 승리하면서 조 2위로 16강전에 진출했다. 6월 30일에 열린 프랑스와의 16강전에도 출전했지만 아르헨티나는 프랑스에 3-4로 패배하면서 탈락하고 만다.

## 수상
아틀레티코 나시오날
- 카테고리아 프리메라 A 6회 우승 (2011 아페르투라, 2013 아페르투라, 2013 피날리사시온, 2014 아페르투라, 2015 피날리사시온, 2017 아페르투라)
- 코파 콜롬비아 3회 우승 (2012, 2013, 2016)
- 수페르리가 콜롬비아나 2회 우승 (2012, 2016)
- 코파 리베르타도레스 1회 우승 (2016)
- 레코파 수다메리카나 1회 우승 (2017)

리버 플레이트
- 수페르코파 아르헨티나 1회 우승 (2017)
- 코파 리베르타도레스 1회 우승 (2018)
- 레코파 수다메리카나 1회 우승 (2019)

아르헨티나 축구 국가대표팀
- FIFA 월드컵 : 우승 (2022)
- 코파 아메리카 : 우승 (2021)